# ウズベキスタンの宗教
本項目では、ウズベキスタンの宗教について述べる。ウズベキスタンではイスラム教が最も信者の多い宗教であり、2009年時点で全人口の96.3％がムスリムである。

## イスラム教

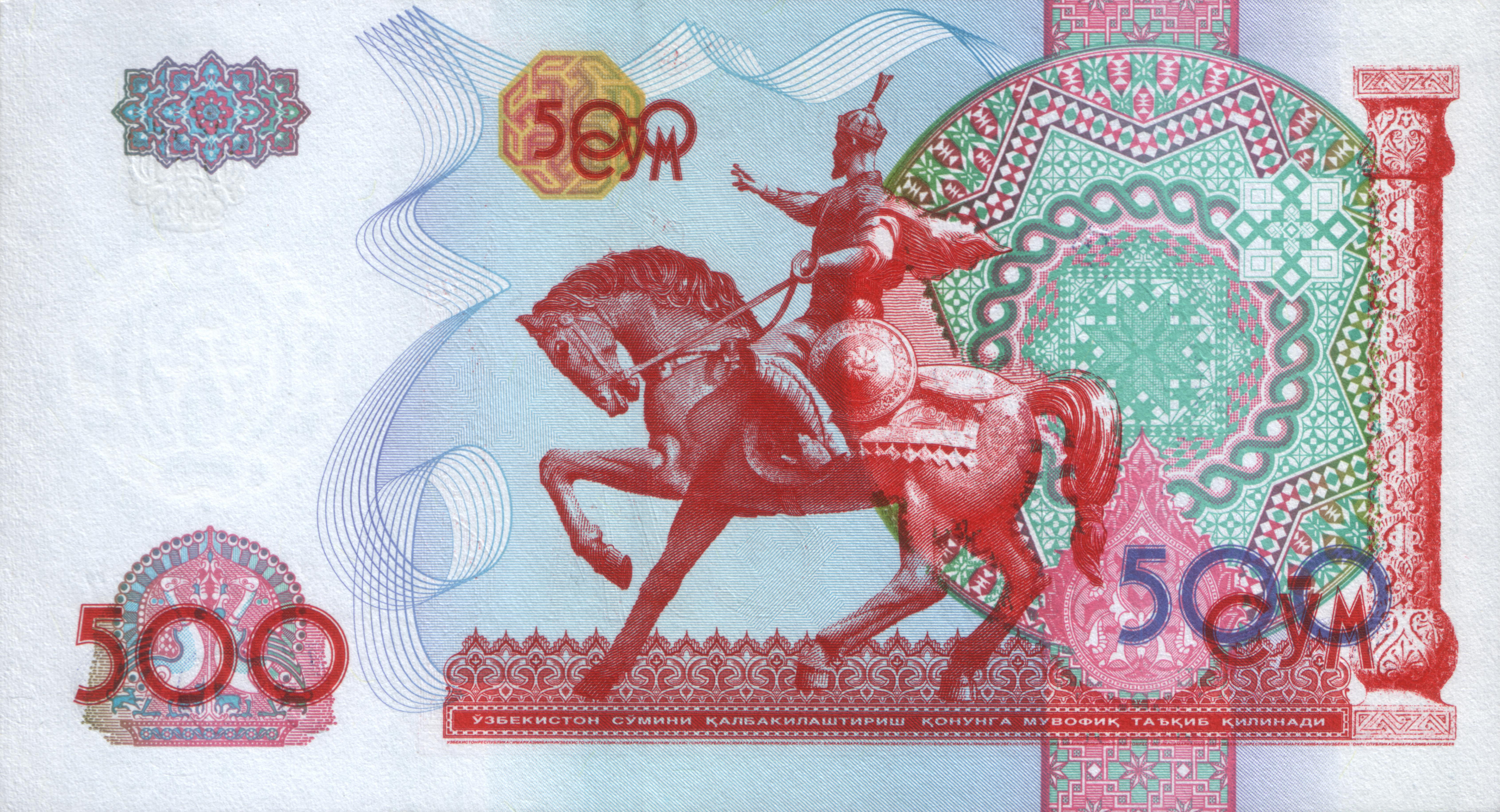
500スム札に描かれるティムール

ウズベキスタンではシーア派よりもスンナ派のムスリムが多い。イスラム教は8世紀頃アラブ人により中央アジアにもちこまれ、トルキスタン南部から徐々に北部へと広まっていった。イスラム教はウズベク・ハン統治下において広まった。アフマド・ヤサヴィーの時代のブハラの統治者であったイブン・アブドゥル・ハーミドによるイスラム教への改宗やジョチ・ウルス下におけるウズベク人による布教拡大を通して、イスラム教は中央アジア全体へと浸透していった。長い期間を経て、ジョチ・ウルスでは部族間の抗争を抑え、安定した政治を行うためにイスラム教を利用するようになった。14世紀、遊牧民の間にスーフィズムを広めたティムールはビービー・ハーヌム・モスクなどの多くのイスラム教宗教施設を建築した。彼は他にもアフマド・ヤサヴィーを祀ったホージャ・アフマド・ヤサヴィー廟といった素晴らしい建築物を建築した。
ソビエト連邦時代には、モスクワのソビエト連邦中央政府はウズベキスタンの人々に広まるイスラム教を曲解し、中央アジアに広まるイスラム教に対する対抗措置を行った。ウズベク・ソビエト社会主義共和国は公式の反宗教キャンペーンを度々支援し、国の制御下にないイスラム教運動やネットワークを徹底的に分断しようとした。さらに、多くのムスリムは急激なロシア化にさらされた。多くのモスクはヨシフ・スターリン政権下において閉鎖に追い込まれ、多くのムスリムが国外追放された。ソビエト連邦が崩壊しウズベキスタンが独立した後も、多くの人々が予想したようにイスラム原理主義が勃興することはなく、イスラム教国家の中では比較的戒律に関して緩やかな状態にある。現在、ピュー研究所の報告書によると、ウズベキスタンの人口の96.3％がムスリムである。

## キリスト教
ウズベキスタンにおいてキリスト教を信仰する者はロシア人にそのルーツを持つ者が多い。ウズベキスタンで最も信仰されているキリスト教の宗派は正教会である。個別のウズベキスタン正教会は成立しておらずロシア正教会の管轄下となっている。

## ユダヤ教
ウズベキスタン国内のユダヤ人の数は2007年時点において全人口の0.2％に当たる約5,000人である。かつてはブハラ・ユダヤ人が多く住んでいたが、ウズベキスタンの独立とともに国外へと出国、一時は数が大幅に減ったが、現在では小規模なコミュニティが形成されるようになっている。